# Alfred Lavrič
Alfred Lavrič, slovenski častnik (major) v avstro-ogrski armadi in Maistrov borec, * 27. junij 1883, Gruž, † 21. junij 1935, Maribor.
Lavrič je v Dunajskem Novem mestu končal vojaško akademijo in leta 1912 vojno šolo na Dunaju. Služboval je v 41. pehotnem polku v Černovicah na Češkem in v štabu 18. pehotne brigade v Pragi. V prvi svetovni vojni je bil poveljnik bataljona v pretežno slovenskem 17. pehotnem polku. Po razpadu monarhije se je pridružil slovenski vojski, 18. novembra 1918 je bil imenovan za poveljnika na Koroškem. Vojaško je obvladoval območje južno od Drave med Podkloštrom do potoka Borovnica (Borovlje). Za zasluge na Koroškem je bil povišan v majorja. V bojih z Avstrijci je bil 7. januarja 1919 hudo ranjen in ujet. O bojih na Koroškem je napisal spomine.